# 1002
Portal Geschichte | Portal Biografien | Aktuelle Ereignisse | Jahreskalender | Tagesartikel

◄ |
10. Jahrhundert |
11. Jahrhundert
| 12. Jahrhundert | ►

◄ |
970er |
980er |
990er |
1000er
| 1010er | 1020er | 1030er | ►

◄◄ |
◄ |
998 |
999 |
1000 |
1001 |
1002
| 1003 | 1004 | 1005 | 1006 | ► | ►►
Staatsoberhäupter  · Nekrolog
| Januar | Januar | Januar | Januar | Januar | Januar | Januar | Januar |
| Kw     | Mo     | Di     | Mi     | Do     | Fr     | Sa     | So     |
| ------ | ------ | ------ | ------ | ------ | ------ | ------ | ------ |
| 1      |        |        |        | 1      | 2      | 3      | 4      |
| 2      | 5      | 6      | 7      | 8      | 9      | 10     | 11     |
| 3      | 12     | 13     | 14     | 15     | 16     | 17     | 18     |
| 4      | 19     | 20     | 21     | 22     | 23     | 24     | 25     |
| 5      | 26     | 27     | 28     | 29     | 30     | 31     |        |

| Februar | Februar | Februar | Februar | Februar | Februar | Februar | Februar |
| Kw      | Mo      | Di      | Mi      | Do      | Fr      | Sa      | So      |
| ------- | ------- | ------- | ------- | ------- | ------- | ------- | ------- |
| 5       |         |         |         |         |         |         | 1       |
| 6       | 2       | 3       | 4       | 5       | 6       | 7       | 8       |
| 7       | 9       | 10      | 11      | 12      | 13      | 14      | 15      |
| 8       | 16      | 17      | 18      | 19      | 20      | 21      | 22      |
| 9       | 23      | 24      | 25      | 26      | 27      | 28      |         |

| März | März | März | März | März | März | März | März |
| Kw   | Mo   | Di   | Mi   | Do   | Fr   | Sa   | So   |
| ---- | ---- | ---- | ---- | ---- | ---- | ---- | ---- |
| 9    |      |      |      |      |      |      | 1    |
| 10   | 2    | 3    | 4    | 5    | 6    | 7    | 8    |
| 11   | 9    | 10   | 11   | 12   | 13   | 14   | 15   |
| 12   | 16   | 17   | 18   | 19   | 20   | 21   | 22   |
| 13   | 23   | 24   | 25   | 26   | 27   | 28   | 29   |
| 14   | 30   | 31   |      |      |      |      |      |

| April | April | April | April | April | April | April | April |
| Kw    | Mo    | Di    | Mi    | Do    | Fr    | Sa    | So    |
| ----- | ----- | ----- | ----- | ----- | ----- | ----- | ----- |
| 14    |       |       | 1     | 2     | 3     | 4     | 5     |
| 15    | 6     | 7     | 8     | 9     | 10    | 11    | 12    |
| 16    | 13    | 14    | 15    | 16    | 17    | 18    | 19    |
| 17    | 20    | 21    | 22    | 23    | 24    | 25    | 26    |
| 18    | 27    | 28    | 29    | 30    |       |       |       |

| Mai | Mai | Mai | Mai | Mai | Mai | Mai | Mai |
| Kw  | Mo  | Di  | Mi  | Do  | Fr  | Sa  | So  |
| --- | --- | --- | --- | --- | --- | --- | --- |
| 18  |     |     |     |     | 1   | 2   | 3   |
| 19  | 4   | 5   | 6   | 7   | 8   | 9   | 10  |
| 20  | 11  | 12  | 13  | 14  | 15  | 16  | 17  |
| 21  | 18  | 19  | 20  | 21  | 22  | 23  | 24  |
| 22  | 25  | 26  | 27  | 28  | 29  | 30  | 31  |

| Juni | Juni | Juni | Juni | Juni | Juni | Juni | Juni |
| Kw   | Mo   | Di   | Mi   | Do   | Fr   | Sa   | So   |
| ---- | ---- | ---- | ---- | ---- | ---- | ---- | ---- |
| 23   | 1    | 2    | 3    | 4    | 5    | 6    | 7    |
| 24   | 8    | 9    | 10   | 11   | 12   | 13   | 14   |
| 25   | 15   | 16   | 17   | 18   | 19   | 20   | 21   |
| 26   | 22   | 23   | 24   | 25   | 26   | 27   | 28   |
| 27   | 29   | 30   |      |      |      |      |      |

| Juli | Juli | Juli | Juli | Juli | Juli | Juli | Juli |
| Kw   | Mo   | Di   | Mi   | Do   | Fr   | Sa   | So   |
| ---- | ---- | ---- | ---- | ---- | ---- | ---- | ---- |
| 27   |      |      | 1    | 2    | 3    | 4    | 5    |
| 28   | 6    | 7    | 8    | 9    | 10   | 11   | 12   |
| 29   | 13   | 14   | 15   | 16   | 17   | 18   | 19   |
| 30   | 20   | 21   | 22   | 23   | 24   | 25   | 26   |
| 31   | 27   | 28   | 29   | 30   | 31   |      |      |

| August | August | August | August | August | August | August | August |
| Kw     | Mo     | Di     | Mi     | Do     | Fr     | Sa     | So     |
| ------ | ------ | ------ | ------ | ------ | ------ | ------ | ------ |
| 31     |        |        |        |        |        | 1      | 2      |
| 32     | 3      | 4      | 5      | 6      | 7      | 8      | 9      |
| 33     | 10     | 11     | 12     | 13     | 14     | 15     | 16     |
| 34     | 17     | 18     | 19     | 20     | 21     | 22     | 23     |
| 35     | 24     | 25     | 26     | 27     | 28     | 29     | 30     |
| 36     | 31     |        |        |        |        |        |        |

| September | September | September | September | September | September | September | September |
| Kw        | Mo        | Di        | Mi        | Do        | Fr        | Sa        | So        |
| --------- | --------- | --------- | --------- | --------- | --------- | --------- | --------- |
| 36        |           | 1         | 2         | 3         | 4         | 5         | 6         |
| 37        | 7         | 8         | 9         | 10        | 11        | 12        | 13        |
| 38        | 14        | 15        | 16        | 17        | 18        | 19        | 20        |
| 39        | 21        | 22        | 23        | 24        | 25        | 26        | 27        |
| 40        | 28        | 29        | 30        |           |           |           |           |

| Oktober | Oktober | Oktober | Oktober | Oktober | Oktober | Oktober | Oktober |
| Kw      | Mo      | Di      | Mi      | Do      | Fr      | Sa      | So      |
| ------- | ------- | ------- | ------- | ------- | ------- | ------- | ------- |
| 40      |         |         |         | 1       | 2       | 3       | 4       |
| 41      | 5       | 6       | 7       | 8       | 9       | 10      | 11      |
| 42      | 12      | 13      | 14      | 15      | 16      | 17      | 18      |
| 43      | 19      | 20      | 21      | 22      | 23      | 24      | 25      |
| 44      | 26      | 27      | 28      | 29      | 30      | 31      |         |

| November | November | November | November | November | November | November | November |
| Kw       | Mo       | Di       | Mi       | Do       | Fr       | Sa       | So       |
| -------- | -------- | -------- | -------- | -------- | -------- | -------- | -------- |
| 44       |          |          |          |          |          |          | 1        |
| 45       | 2        | 3        | 4        | 5        | 6        | 7        | 8        |
| 46       | 9        | 10       | 11       | 12       | 13       | 14       | 15       |
| 47       | 16       | 17       | 18       | 19       | 20       | 21       | 22       |
| 48       | 23       | 24       | 25       | 26       | 27       | 28       | 29       |
| 49       | 30       |          |          |          |          |          |          |

| Dezember | Dezember | Dezember | Dezember | Dezember | Dezember | Dezember | Dezember |
| Kw       | Mo       | Di       | Mi       | Do       | Fr       | Sa       | So       |
| -------- | -------- | -------- | -------- | -------- | -------- | -------- | -------- |
| 49       |          | 1        | 2        | 3        | 4        | 5        | 6        |
| 50       | 7        | 8        | 9        | 10       | 11       | 12       | 13       |
| 51       | 14       | 15       | 16       | 17       | 18       | 19       | 20       |
| 52       | 21       | 22       | 23       | 24       | 25       | 26       | 27       |
| 53       | 28       | 29       | 30       | 31       |          |          |          |

| Januar | Januar | Januar | Januar | Januar | Januar | Januar | Januar |
| Kw     | Mo     | Di     | Mi     | Do     | Fr     | Sa     | So     |
| ------ | ------ | ------ | ------ | ------ | ------ | ------ | ------ |
| 1      |        |        |        | 1      | 2      | 3      | 4      |
| 2      | 5      | 6      | 7      | 8      | 9      | 10     | 11     |
| 3      | 12     | 13     | 14     | 15     | 16     | 17     | 18     |
| 4      | 19     | 20     | 21     | 22     | 23     | 24     | 25     |
| 5      | 26     | 27     | 28     | 29     | 30     | 31     |        |

| Februar | Februar | Februar | Februar | Februar | Februar | Februar | Februar |
| Kw      | Mo      | Di      | Mi      | Do      | Fr      | Sa      | So      |
| ------- | ------- | ------- | ------- | ------- | ------- | ------- | ------- |
| 5       |         |         |         |         |         |         | 1       |
| 6       | 2       | 3       | 4       | 5       | 6       | 7       | 8       |
| 7       | 9       | 10      | 11      | 12      | 13      | 14      | 15      |
| 8       | 16      | 17      | 18      | 19      | 20      | 21      | 22      |
| 9       | 23      | 24      | 25      | 26      | 27      | 28      |         |

| März | März | März | März | März | März | März | März |
| Kw   | Mo   | Di   | Mi   | Do   | Fr   | Sa   | So   |
| ---- | ---- | ---- | ---- | ---- | ---- | ---- | ---- |
| 9    |      |      |      |      |      |      | 1    |
| 10   | 2    | 3    | 4    | 5    | 6    | 7    | 8    |
| 11   | 9    | 10   | 11   | 12   | 13   | 14   | 15   |
| 12   | 16   | 17   | 18   | 19   | 20   | 21   | 22   |
| 13   | 23   | 24   | 25   | 26   | 27   | 28   | 29   |
| 14   | 30   | 31   |      |      |      |      |      |

| April | April | April | April | April | April | April | April |
| Kw    | Mo    | Di    | Mi    | Do    | Fr    | Sa    | So    |
| ----- | ----- | ----- | ----- | ----- | ----- | ----- | ----- |
| 14    |       |       | 1     | 2     | 3     | 4     | 5     |
| 15    | 6     | 7     | 8     | 9     | 10    | 11    | 12    |
| 16    | 13    | 14    | 15    | 16    | 17    | 18    | 19    |
| 17    | 20    | 21    | 22    | 23    | 24    | 25    | 26    |
| 18    | 27    | 28    | 29    | 30    |       |       |       |

| Mai | Mai | Mai | Mai | Mai | Mai | Mai | Mai |
| Kw  | Mo  | Di  | Mi  | Do  | Fr  | Sa  | So  |
| --- | --- | --- | --- | --- | --- | --- | --- |
| 18  |     |     |     |     | 1   | 2   | 3   |
| 19  | 4   | 5   | 6   | 7   | 8   | 9   | 10  |
| 20  | 11  | 12  | 13  | 14  | 15  | 16  | 17  |
| 21  | 18  | 19  | 20  | 21  | 22  | 23  | 24  |
| 22  | 25  | 26  | 27  | 28  | 29  | 30  | 31  |

| Juni | Juni | Juni | Juni | Juni | Juni | Juni | Juni |
| Kw   | Mo   | Di   | Mi   | Do   | Fr   | Sa   | So   |
| ---- | ---- | ---- | ---- | ---- | ---- | ---- | ---- |
| 23   | 1    | 2    | 3    | 4    | 5    | 6    | 7    |
| 24   | 8    | 9    | 10   | 11   | 12   | 13   | 14   |
| 25   | 15   | 16   | 17   | 18   | 19   | 20   | 21   |
| 26   | 22   | 23   | 24   | 25   | 26   | 27   | 28   |
| 27   | 29   | 30   |      |      |      |      |      |

| Juli | Juli | Juli | Juli | Juli | Juli | Juli | Juli |
| Kw   | Mo   | Di   | Mi   | Do   | Fr   | Sa   | So   |
| ---- | ---- | ---- | ---- | ---- | ---- | ---- | ---- |
| 27   |      |      | 1    | 2    | 3    | 4    | 5    |
| 28   | 6    | 7    | 8    | 9    | 10   | 11   | 12   |
| 29   | 13   | 14   | 15   | 16   | 17   | 18   | 19   |
| 30   | 20   | 21   | 22   | 23   | 24   | 25   | 26   |
| 31   | 27   | 28   | 29   | 30   | 31   |      |      |

| August | August | August | August | August | August | August | August |
| Kw     | Mo     | Di     | Mi     | Do     | Fr     | Sa     | So     |
| ------ | ------ | ------ | ------ | ------ | ------ | ------ | ------ |
| 31     |        |        |        |        |        | 1      | 2      |
| 32     | 3      | 4      | 5      | 6      | 7      | 8      | 9      |
| 33     | 10     | 11     | 12     | 13     | 14     | 15     | 16     |
| 34     | 17     | 18     | 19     | 20     | 21     | 22     | 23     |
| 35     | 24     | 25     | 26     | 27     | 28     | 29     | 30     |
| 36     | 31     |        |        |        |        |        |        |

| September | September | September | September | September | September | September | September |
| Kw        | Mo        | Di        | Mi        | Do        | Fr        | Sa        | So        |
| --------- | --------- | --------- | --------- | --------- | --------- | --------- | --------- |
| 36        |           | 1         | 2         | 3         | 4         | 5         | 6         |
| 37        | 7         | 8         | 9         | 10        | 11        | 12        | 13        |
| 38        | 14        | 15        | 16        | 17        | 18        | 19        | 20        |
| 39        | 21        | 22        | 23        | 24        | 25        | 26        | 27        |
| 40        | 28        | 29        | 30        |           |           |           |           |

| Oktober | Oktober | Oktober | Oktober | Oktober | Oktober | Oktober | Oktober |
| Kw      | Mo      | Di      | Mi      | Do      | Fr      | Sa      | So      |
| ------- | ------- | ------- | ------- | ------- | ------- | ------- | ------- |
| 40      |         |         |         | 1       | 2       | 3       | 4       |
| 41      | 5       | 6       | 7       | 8       | 9       | 10      | 11      |
| 42      | 12      | 13      | 14      | 15      | 16      | 17      | 18      |
| 43      | 19      | 20      | 21      | 22      | 23      | 24      | 25      |
| 44      | 26      | 27      | 28      | 29      | 30      | 31      |         |

| November | November | November | November | November | November | November | November |
| Kw       | Mo       | Di       | Mi       | Do       | Fr       | Sa       | So       |
| -------- | -------- | -------- | -------- | -------- | -------- | -------- | -------- |
| 44       |          |          |          |          |          |          | 1        |
| 45       | 2        | 3        | 4        | 5        | 6        | 7        | 8        |
| 46       | 9        | 10       | 11       | 12       | 13       | 14       | 15       |
| 47       | 16       | 17       | 18       | 19       | 20       | 21       | 22       |
| 48       | 23       | 24       | 25       | 26       | 27       | 28       | 29       |
| 49       | 30       |          |          |          |          |          |          |

| Dezember | Dezember | Dezember | Dezember | Dezember | Dezember | Dezember | Dezember |
| Kw       | Mo       | Di       | Mi       | Do       | Fr       | Sa       | So       |
| -------- | -------- | -------- | -------- | -------- | -------- | -------- | -------- |
| 49       |          | 1        | 2        | 3        | 4        | 5        | 6        |
| 50       | 7        | 8        | 9        | 10       | 11       | 12       | 13       |
| 51       | 14       | 15       | 16       | 17       | 18       | 19       | 20       |
| 52       | 21       | 22       | 23       | 24       | 25       | 26       | 27       |
| 53       | 28       | 29       | 30       | 31       |          |          |          |

## Ereignisse

### Politik und Weltgeschehen

#### Ostfränkisch-deutsches Reich / Italien

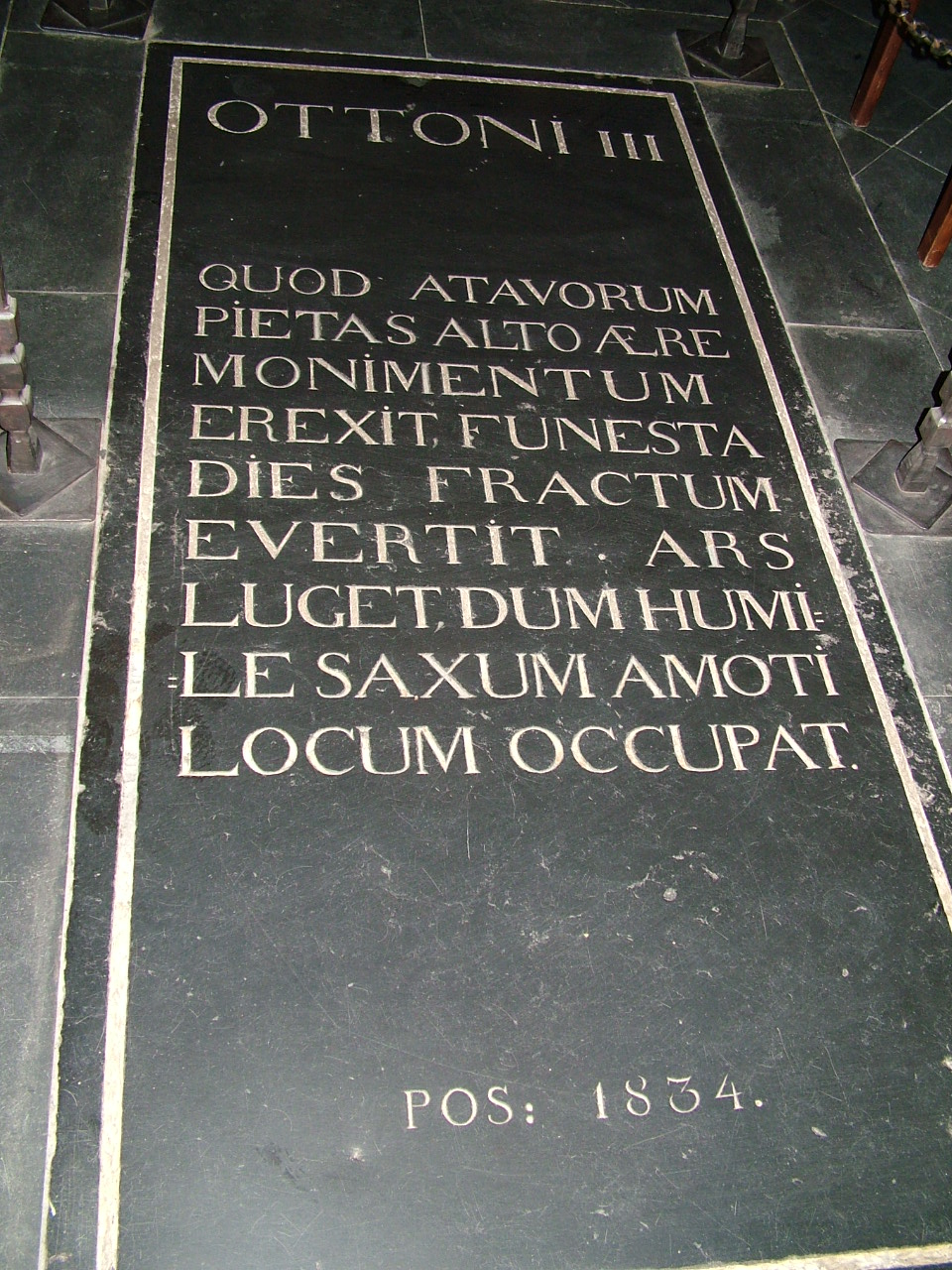
Grab Ottos III. im Aachener Dom

- 23./24. Januar: Kaiser Otto III. stirbt im Castel Paterno unweit von Rom im Alter von 21 Jahren nach schweren Fieberanfällen. Der Tod des Kaisers wird zunächst geheim gehalten, bis die eigenen Aufgebote informiert und zusammengezogen sind. Danach zieht das ottonische Heer aus Italien ab, um den Willen Ottos zu erfüllen und ihn in Aachen beizusetzen. Angeblich empfängt Herzog Heinrich IV. von Bayern den Leichenzug in Polling und lässt den Verstorbenen in Augsburg beerdigen. Anschließend zwingt er Erzbischof Heribert von Köln, ihm die Herrscherinsignien zu übergeben. Es fehlt jedoch die Heilige Lanze, die wichtigste Reliquie des Reiches. Damit macht er seinen Anspruch auf Ottos Nachfolge geltend. Neben Heinrich erheben aber auch Markgraf Ekkehard von Meißen und Hermann von Schwaben Ansprüche auf die Nachfolge.

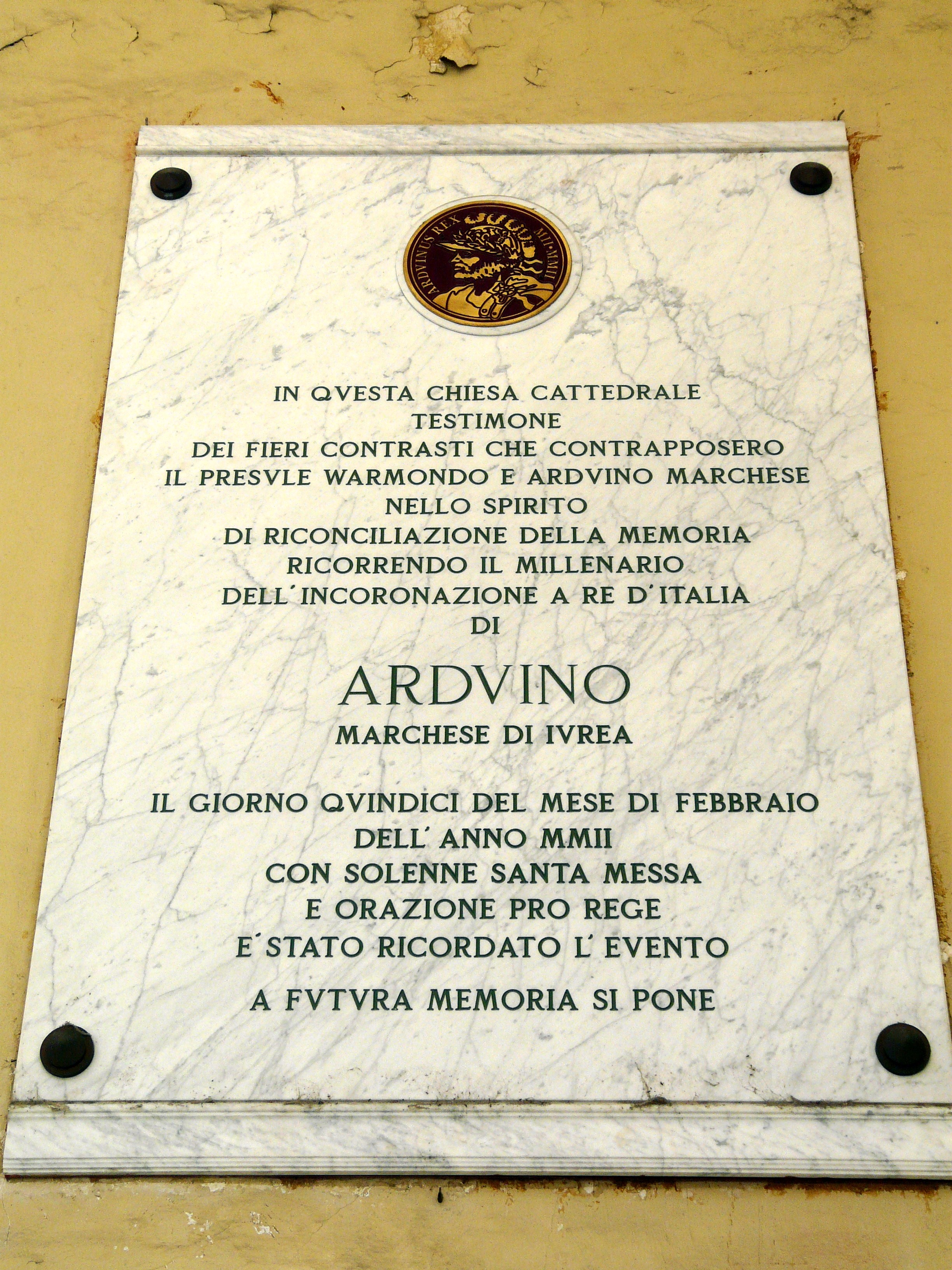
Gedenktafel an die Königserhebung im Dom von Ivrea

- 15. Februar: Arduin von Ivrea wird in Pavia von den lombardischen Großen zum König von Italien gewählt.
- 30. April: Der Thronkandidat Ekkehard I., Markgraf von Meißen wird in Pöhlde ermordet.
- 7. Juni: Heinrich II. wird in Mainz von den Baronen Bayerns und des östlichen Franken gegen die Stimmen Schwabens und in Abwesenheit der Lothringer, Sachsen und Thüringer zum König gewählt und unmittelbar danach gekrönt. Aufgrund der fehlenden allgemeinen Wahl beginnt er unmittelbar danach mit einem Königsumritt.
- 20. Juli: Heinrich II. wird von den Thüringern anerkannt.

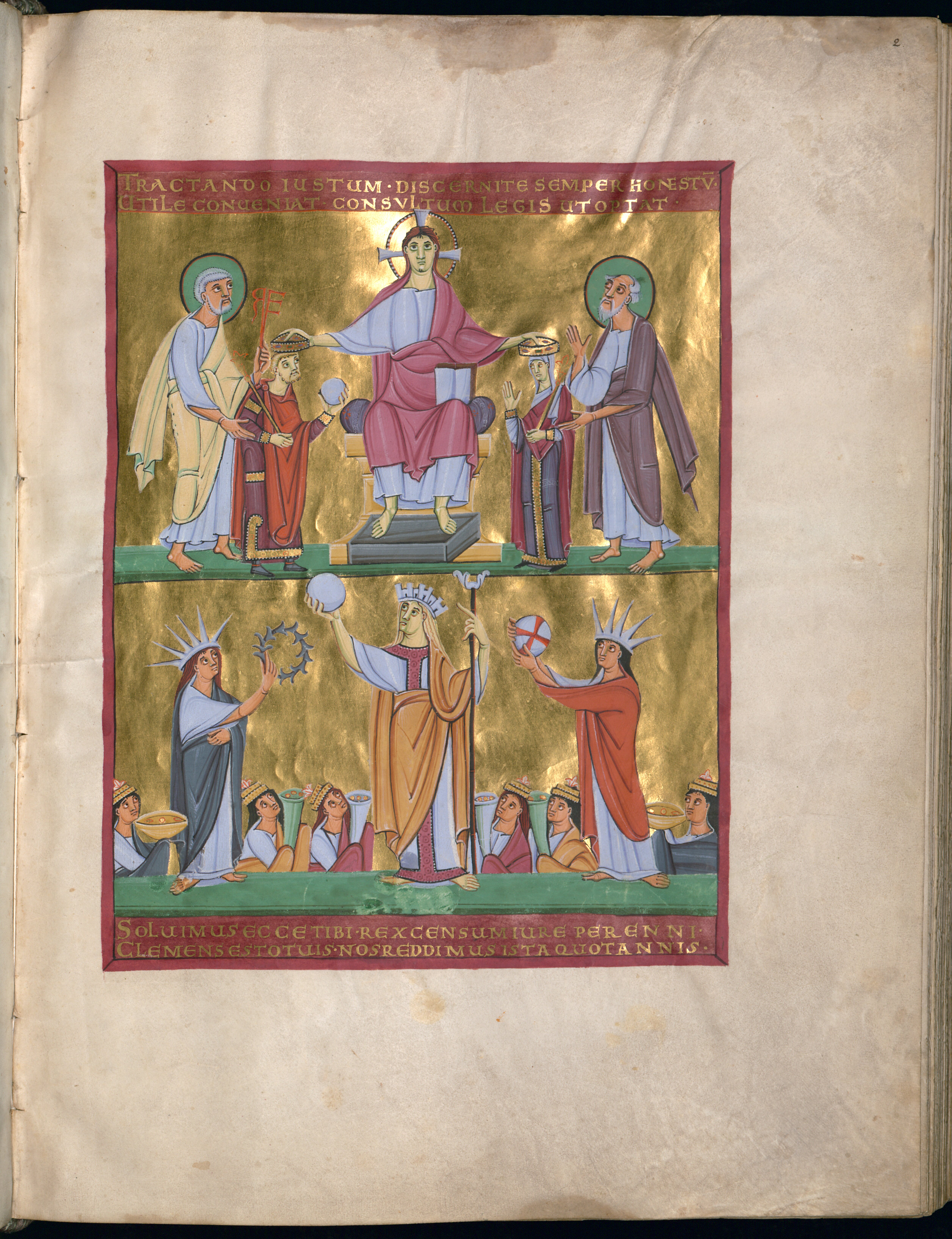
Heinrich II. und Kunigunde werden von Christus gekrönt; Perikopenbuch Heinrichs II. München

- 24. Juli bis 28. Juli: Heinrich II. führt Verhandlungen mit den Sachsen und erreicht schließlich seine Anerkennung als König und wird in Merseburg erneut gekrönt. Zu Beginn des Hoftages von Merseburg wird Bolesław I. von Polen von Bewaffneten angegriffen und kann nur mit Mühe entkommen. Die Hintergründe dieses Angriffs sind nicht geklärt. Das Verhältnis zwischen Heinrich und Bolesław aber wird dadurch nachhaltig gestört.
- 10. August: Kunigunde von Luxemburg, Heinrichs Ehefrau, wird in Paderborn zur Königin gekrönt.
- 18. August: Heinrich II. erhält die Anerkennung durch Erzbischof Heribert von Köln und den lothringischen Klerus.
- 8. September: Die dritte Krönung Heinrichs II. erfolgt in der Krönungsstadt Aachen und ist auch mit der Anerkennung durch Niederlothringen verbunden.
- 1. Oktober: Der Thronkandidat Hermann II. von Schwaben unterwirft sich in Bruchsal, danach erfolgt die Anerkennung Heinrichs II. durch Schwaben.
- 11. bis 24. November: Heinrich II. nimmt in Regensburg die Huldigung seiner Gefolgsleute entgegen.
- Islam in Italien: Genua wird von Sarazenen geplündert.

#### Westfrankenreich
- 15. Oktober: Nach dem Tod Heinrichs des Großen versucht sein Neffe, König Robert II. von Frankreich, das Herzogtum Burgund unter seine Kontrolle zu bekommen, trifft dabei aber auf den Widerstand des burgundischen Adels unter der Führung von Graf Otto Wilhelm und Bischof Brun von Langres.

#### Böhmen, Polen und Osteuropa
- (Spätestens) Anfang 1002, Regensburg: Die Přemysliden Jaromír von Böhmen und sein Bruder Oldřich fliehen gemeinsam mit  Hemma von Böhmen, der 999 verwitweten Ehefrau ihres Vaters Boleslav II. von Böhmen, an den Hof des Bayernherzogs Heinrich II. vor den Nachstellungen ihres älteren Bruders Boleslav III., des seit drei Jahren regierenden Herzogs von Böhmen.
- ab Mai: Herzog Bolesław I. Chrobry von Polen schafft nach dem Tod von Ekkehard von Meißen in der Nacht vom 30. April auf den 1. Mai zunächst vollendete Tatsachen und sichert große Teile der sogenannten Sächsischen Ostmark nördlich der Elbe bis zur Elster sowie die Burgen Bautzen, Strehla und Meißen durch eigene Besatzungen. Dabei erklärt er, im Einvernehmen mit Herzog Heinrich IV. von Bayern zu handeln und sich ihm fügen zu wollen, sobald dieser das Reich beherrsche.
- Ende Juli, Merseburg: Herzog Bolesław I. Chrobry von Polen wird mit der (östlichen) Mark Lausitz und dem Milzenerland belehnt, sein Schwager, der Ekkehardiner Gunzelin, bekommt die Burg Meißen. Im Einverständnis mit den Ekkehardinern hatte Bolesław versucht, sein Territorium im Grenzgebiet auf die Marken Lausitz und Meißen auszudehnen. Die Meißener hofften dadurch, die dort lebenden heidnischen Stämme der Lusitzi und Milzener unter ihrer Kontrolle zu halten. Noch am Verhandlungsort wird der Polenfürst, der als Gast unter dem Schutz des Gastgebers steht, von Bewaffneten angegriffen und kann nur mit knapper Not entkommen. Daraufhin lässt er die Burg Strehla niederbrennen und führt eine große Menge Gefangener mit sich nach Polen. Die Hintergründe dieses Angriffs sind nicht geklärt. Das Verhältnis zwischen Heinrich und Bolesław aber war nachhaltig gestört.
- Mitte 1002, Prag: Erhebung des Gefolges des Böhmenherzogs Boleslav III., der daraufhin zu Boleslaw I. Chobry fliehen muss. Der Polenherzog setzt zunächst den Přemysliden Vladivoj als Herzog von Böhmen ein.
- 11. bis 24. November, Regensburg: Der neue Böhmenherzog Vladivoj sichert sich in der bayrischen Hauptstadt auch die Unterstützung des neuen römisch-deutschen Königs Heinrich II., indem er sich als erster Herzog Böhmen als Lehen übertragen lässt. Dies hatte zur Folge, dass Böhmen seit dieser Zeit als Bestandteil des Heiligen Römischen Reiches betrachtet wird.

#### Britische Inseln

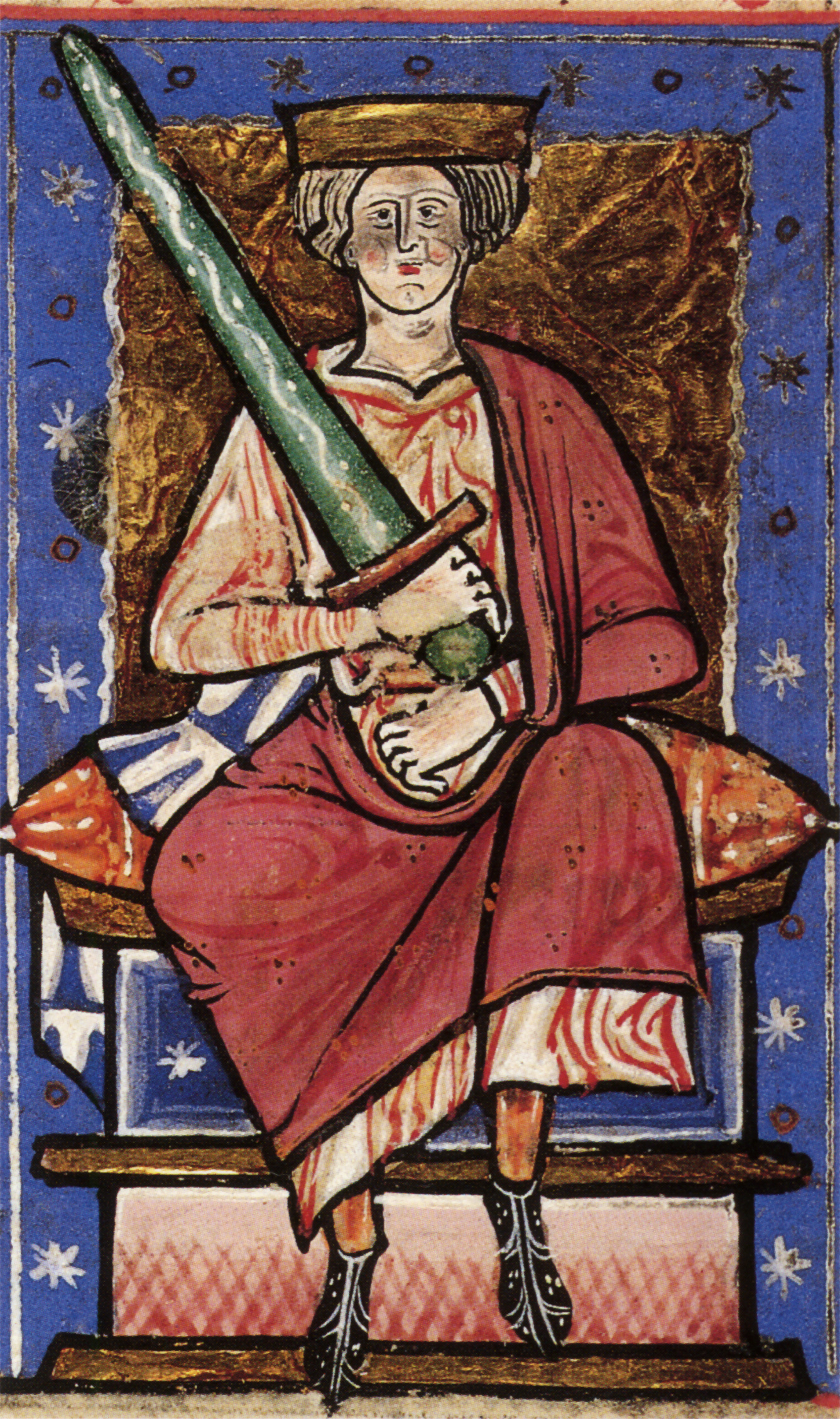
Æthelred von England,
Miniatur in der Chronik von Abingdon

- Wikingerzeit: Nachdem er letztmals 24.000 Pfund Silber Danegeld an Sven Gabelbart bezahlt hat, heiratet der englische König Aethelred II. die normannische Prinzessin Emma von der Normandie in Erwartung von Unterstützung gegen die Wikinger durch Emmas Bruder Richard II. von der Normandie.
- 13. November: Aethelred II. gibt den Befehl, alle Dänen im Reich zu töten, um einen angeblichen Volksaufstand zu verhindern. Beim St.-Brice’s-Day-Massaker kommen hunderte Menschen ums Leben.

#### Iberische Halbinsel
- 10. August: Almansor stirbt nach einem siegreichen Feldzug in Medinaceli. Christliche Chronisten dichten ihm postum eine Niederlage in der angeblichen Schlacht von Calatañazor an.

#### Urkundliche Ersterwähnungen

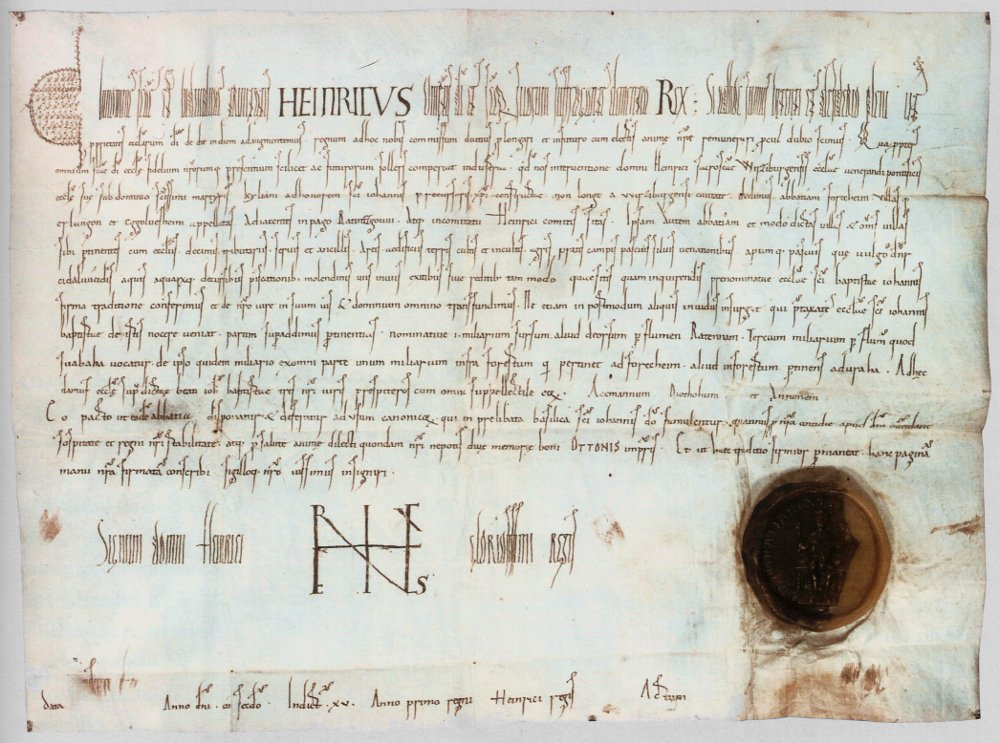
Urkunde mit der Ersterwähnung Erlangens

Die Orte Erlangen (als Erlangon), Bautzen (als Budusin) und Herzogenaurach (als Uraha) werden erstmals in einer Urkunde erwähnt.

### Kultur

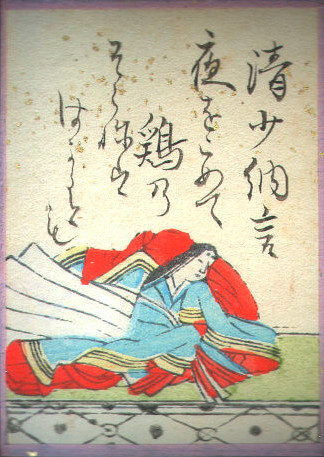
Sei Shōnagon im Hyakunin Isshu

Die japanische Hofdame Sei Shōnagon verfasst das Kopfkissenbuch, ein Sittenbild der Heian-Zeit. Es ist eines der frühesten und zugleich bedeutendsten literarischen Prosawerke der japanischen Literatur.

### Religion
Das Stift Unserer Lieben Frau zur Alten Kapelle in Regensburg wird von König Heinrich II. wiedergegründet.

## Geboren
- 10. Mai: al-Chatīb al-Baghdādī, sunnitischer Gelehrter und Historiker aus der Schule der Schāfiʿiten in Bagdad (gest. 1071)
- 21. Juni: Bruno von Egisheim-Dagsburg, unter dem Namen Leo IX. Papst († 1054)
- Surpoche Shakya Chungne, tibetischer Geistlicher († 1062)

## Gestorben
- 23./24. Januar: Otto III., deutscher König und Kaiser des Heiligen Römischen Reiches (* 980)
- 30. April: Ekkehard I., Markgraf von Meißen (* um 960)
- 10. August: Almansor, Regent im Kalifat von Córdoba (* um 938)
- 2./8. Oktober: Ramward, Bischof von Minden
- 15. Oktober: Heinrich der Große, Graf von Nevers und Auxerre, Herzog von Burgund (* um 946)
- Ibn Dschinni, arabischer Grammatiker (* um 920)
- 1001/1002: Wulfsige III., Bischof von Sherborne
- um 1002: Hugo II., Bischof von Zeitz